# Leptoiulus storkani
Leptoiulus storkani är en mångfotingart som beskrevs av Karl Wilhelm Verhoeff 1932. Leptoiulus storkani ingår i släktet Leptoiulus och familjen kejsardubbelfotingar. Inga underarter finns listade i Catalogue of Life.